# 高垣七瀬
高垣七瀬（たかがき ななせ、1999年1月7日 - ）は兵庫県明石市出身の女優、パフォーマーである。

## 人物
小学生のころからダンスなどのパフォーマンスを始め、宝塚北高等学校演劇科を卒業。その後アメリカ合衆国に留学し、パフォーミングアーツの専門学校で表現技法と教育学を学ぶ。2021年、ミス日本コンテスト・第53期生において「ミススポーツ」を受賞。
2021年末、芸能事務所・FMGに所属。女優業を本格的に始める。

## 出演

### ドラマ
- 「片恋グルメ日記2」3話
- 「もしも、イケメンだけの高校があったら」10話
- 「NICE FLIGHT!」松村優希奈 役（2022年7月22日 - 9月9日、テレビ朝日）

### CM
- TOKYOワクション～ミス日本2021「ミススポーツ」[4]
- SKY
- NEC
- ニベア花王・ニベアクリーム
- 第一三共・ルルアタックプレミアム

## 関連人物
- 花岡麻里名（宝塚北高等学校、ミス日本=第46期生<2014年>ミス海の日でそれぞれ先輩にあたる）